# Teleport (konwent)
Teleport – konwent fantastyki oraz mangi i anime odbywający się zazwyczaj w Gdańsku.
Imprezy z serii Teleport na stałe wpisały się w kalendarzu wydarzeń polskiej sceny kultury popularnej. W przeciągu 7 edycji przyciągnęły one kilka tysięcy osób, ludzi zarówno młodych, jak i osoby z bogatym bagażem życiowym, ale przede wszystkim pasjonatów połączonych wspólnym hobby. Zafascynowanych szeroko rozumianą kulturą popularną, ze szczególnym naciskiem na film, fantastykę, gry towarzyskie, komiks, kulturę Dalekiego Wschodu, mangę, anime, literaturę oraz rozrywkę elektroniczną. Jednocześnie imprezy te skupiały znakomitych twórców z wyżej wymienionych dziedzin, wydatnie zwiększając walory spotkań, gdyż Teleport to przede wszystkim szereg spotkań, paneli dyskusyjnych, warsztatów, pokazów i turniejów pozwalających czerpać z programu pełnymi garściami. Właśnie rozpowszechnianie „mody na kulturę” stanowi nadrzędny cel organizatorów Teleportu, będąc jednymi z pionierów w tej dziedzinie w Polsce.

## Głównymi współorganizatorami Teleportów byli
- portal Gildia.pl : Marcin "Grzybek" Grzybowski (2000-2008)
- Gdański Klub Fantastyki (2000-2004) (2005-2007)
- Dni Fantastyki
- Wojewódzka i Miejska Biblioteka Publiczna w Gdańsku (2007)
- Podlaskie Stowarzyszenie Miłośników Anime i Mangi Sakura no Ki (2008)
- serwis Magor.pl (2008)

## Edycje
- Teleport 2001 – Gdańsk
- Teleport 2002 – Gdańsk
- Teleport 2003 – Gdańsk
- Teleport 2004 – Gdańsk
- Dni Fantastyki & Teleport 2005 – Wrocław
- Teleport 2006 – Gdańsk
- Teleport 2007 – Gdańsk
- Telep 2008 – Kraków